# 伊勢みずほ
伊勢 みずほ（いせ みずほ、1977年7月12日 - ）は、日本のフリーアナウンサー。

## 人物
- 宮城県仙台市（現・同市青葉区）出身。
- 宮城学院高等学校、宮城学院女子大学卒。
- 身長:168cm。
- 血液型:A型。
- 趣味:海釣り、クラシックバレエ、タップダンス、料理、猫と戯れる、温泉巡りなど
- 資格:おさかなマイスターアドヴァイザー、ダイビングライセンスなど
- 高校時代から学生時代は、地元仙台の東北放送(TBC)などでパーソナリティとして活躍。大学卒業後は宮城県内でフリーアナウンサーとして活躍した後、2002年4月〜2010年3月まで新潟放送(BSN)のアナウンサーとして勤務。その後は再びフリーアナウンサーとして活躍している。
- BSNの局アナ時代は、2009年6月まで、同局の地上デジタル放送推進大使も務めていた。
- 夫はキックボクシングジム「不死鳥道場」を運営する元キックボクサーの塚野真一[1]。

## 来歴
- TBC『ドキドキホットライン』では、相談やお便りなどと真剣に向き合う人柄や、親しみやすく飾り気の無いキャラクターなどがリスナーに好感を持たれ、地元では多くのファンが付くほどだった。この番組では、メイドやサンタクロースのコスプレをしたことがあるという。
- KHB『週末釣り倶楽部』のリポーターも務めたほどの釣り好きでもある。
- TBC『体感TVぐらまらす』で共演した、東北放送アナウンサー（当時）・石川太郎によれば、BSN入社後に再会した時も「暖かい眼差しは変わっていない」とのことである。
- 2009年9月HARD OFF ECOスタジアム新潟でのプロ野球公式戦横浜ベイスターズ対中日ドラゴンズ戦ではBSN女子アナ数名と横浜ベイスターズ応援隊を結成し始球式を行った。特に、9月6日の試合の始球式の模様は、BSNテレビの同試合の実況生中継の番組内にて放送された。(始球式の模様は、番組内でのVTR録画にての放映だった。)
- 2007年の新潟県中越沖地震発生時にはJNN報道特別番組において、地元BSNからのキャスターとして長時間の地震報道対応に当たったことで、さらなる評価が加えられた。
- BSN時代には、新潟局アナ一番のお魚&釣りマニアと言われ、2008年にはおさかなマイスターアドヴァイザーを取得した。
- 2014年10月10日、オフィシャルブログで入籍を発表した。
- 2015年2月22日、乳癌を患っていることを公表、3月24日にはそれまで火曜日のアシスタントを担当していた「近藤丈靖の独占!ごきげんアワー」を卒業。（2014年秋から番組を休んでいたため約半年ぶりに出演した。）メインキャスターを担当している「BSN水曜見ナイト」は4月以降も引き続き出演を継続している。

## 現在の出演番組
- 「BSN水曜見ナイト」メインキャスター（新潟放送、2011年4月27日〜）
- 「近藤丈靖の独占!ごきげんアワー」火曜日アシスタント（新潟放送、2017年4月4日より復帰〜）

## 過去の出演番組

### 宮城県在住フリーアナ時代
ラジオ
- 東北放送「かんきつ系半熟Night」（1995年 - ）
- 東北放送「ドキドキホットライン」（1996年10月 - 2001年3月）

テレビ
- 東北放送「体感TVぐらまらす」（1999年10月 - 2002年3月）

### 新潟県在住BSN局アナ時代
- イブニング王国!
  - スタジオMC
  - 「まちかど行ってみずほ」担当
- ふしぎのトビラ（東北6県＋新潟県の7局ブロックネット）フリー転身後も引き続き担当
- 医学なんでも相談室
- ニッポン県民性発表スペシャル（2006年1月5日、JNN系全国ネット。BSNを代表してプレゼンターとして出演）

など

### 新潟県在住フリーアナ時代
テレビ
- 「THE新潟スペシャル」メインMC（2010年4月14日 - 2011年3月9日、BSNテレビ、毎月第二水曜日19時 - ）
- 「週末釣り倶楽部」（東日本放送、2010年5月 - 2011年3月、学生時代の2001年4月〜2002年3月にも出演している）

ラジオ
- 「近藤丈靖の独占!ごきげんアワー」パーソナリティ（BSNラジオ、毎週火曜日担当。2010年4月6日 - 2015年3月24日）

## 著書
- 「まちかど行ってみずほ」(2009年5月、新潟日報事業社より発売。BSNテレビ「イブニング王国」内の同コーナーの書籍化。ISBN 978-4-86132-341-6。）
- 「"がん"のち、晴れ」～キャンサーギフトという生き方 （2015年12月、新潟日報事業社より発売。新潟医療福祉大学社会福祉学部准教授の五十嵐 紀子との共著。ISBN 978-4861326202。）